# تلاولي (أولاد حقون)
تلاولي هو دُوَّار يقع بجماعة مزكيتام، إقليم جرسيف، جهة الشرق في المملكة المغربية. ينتمي الدوّار لمشيخة أولاد حقون التي تضم 12 دوار. يقدر عدد سكانه بـ 230 نسمة حسب الإحصاء الرسمي للسكان والسكنى لسنة 2004.

## روابط خارجية
- البوابة الوطنية للجماعات الترابية نسخة محفوظة 12 مارس 2018 على موقع واي باك مشين.
- المندوبية السامية للتخطيط